# Amphiesmoides ornaticeps
Amphiesmoides ornaticeps (білоокий вуж) — вид змій родини полозових (Colubridae). Мешкає в Китаї і В'єтнамі. Це єдиний представник монотипового роду Amphiesmoides.

## Поширення й екологія
Білоокі вужі мешкають у провінціях Фуцзянь і Гуансі на півдні Китаю, на Хайнані, а також на півночі В'єтнаму. Вони живуть у вторинних мішаних лісах, поблизу струмків, на висоті від 150 до 720 м над рівнем моря. Живляться земноводними, іноді рибою. Відкладають яйця.